# Kontextualismus
Der Kontextualismus ist eine Denkrichtung der Geistes- und Sozialwissenschaften.
Der Kontextualismus betrachtet Politik und andere Vorgänge im Zusammenhang ihrer Umwelt. Klasse, Geographie, Klima, Ethnie, Sprache, Kultur, Wirtschaft, Demographie, Technologie, Ideologie und Religion und schließlich Institutionen beeinflussen die Politik, werden aber nicht von ihr beeinflusst. Demzufolge sind Institutionen unabhängige Faktoren.
Kontextualismus im philosophischen Sinn ist die Auffassung, dass jede Entscheidung, Handlung oder Äußerung in einem jeweiligen Kontext (Zusammenhang, Umfeld) stattfindet und auch nur in diesem verstanden werden kann. So sind zum Beispiel die Beschreibungen von Gesetzmäßigkeiten, die menschliches Verhalten zu prognostizieren versuchen (vgl. Prognose unter sozialwissenschaftlichem Aspekt und Prognose (Psychologie)), stets kontextspezifisch. Die strenge Auslegung des Kontextualismus impliziert darüber hinaus, dass selbst fundamentale Konzepte wie Wahrheit möglicherweise nur kontext-spezifisch seien. Einige Philosophen behaupten, dass diese Ansicht zum Relativismus führt.
Im Bereich der Ethik ist Kontextualismus am engsten verbunden mit ethischem Partikularismus (Situationsethik) und ethischem Relativismus. In der Erkenntnistheorie stellt Kontextualismus einen Versuch dar, das Problem des Skeptizismus zu beantworten. Der Skeptiker bestreitet die schiere Möglichkeit von Erkenntnis und begründet dies mit dem Hinweis darauf, dass viele Sachverhalte (states of affairs) mit irgendwelchen Ansichten und deren Begründungen konsistent sind, während diese Ansichten an sich doch falsch sind. Demgegenüber blendet der Kontextualist bestimmte Seinszustände (states of being) in der Diskussion über Erkenntnis als hierfür nicht relevant aus.